# Lijst van senatoren uit Wyoming

Zegel van de staat Wyoming

Dit is een lijst van de senatoren voor de Amerikaanse staat Wyoming. De senatoren voor Wyoming zijn ingedeeld als Klasse I en Klasse II. De twee huidige senatoren voor Wyoming zijn: John Barrasso senator sinds 2007 de (senior senator) en Cynthia Lummis senator sinds 2021 de (junior senator), beiden lid van de Republikeinse Partij. 
Prominenten die hebben gediend als senator voor Wyoming zijn onder anderen: Joseph O'Mahoney (prominent politicus), Gale McGee (prominent politicus en later ambassadeur), Malcolm Wallop (prominent politicus), Craig Thomas (prominent politicus), Lester Hunt (prominent politicus), John Hickey (later rechter voor het Hof van Beroep voor het 10e circuit), Clifford Hansen (prominent politicus) en Mike Enzi (prominent politicus)
Maar liefst negen senatoren voor Wyoming zijn ook gouverneur van Wyoming geweest: Francis Warren, John Kendrick, Frank Barrett, Joseph Carey, Robert Carey, Lester Hunt, John Hickey, Milward Simpson en Clifford Hansen.

## Klasse I
| Nr.    | Senator voor Wyoming Senator from Wyoming | Senator voor Wyoming Senator from Wyoming | Senator voor Wyoming Senator from Wyoming | Ambtstermijn     | Ambtstermijn    | Partij(en) | Verkiezing(en) |
| ------ | ----------------------------------------- | ----------------------------------------- | ----------------------------------------- | ---------------- | --------------- | ---------- | -------------- |
| 1      |                                           | Francis Warren                            | Francis Warren (1844–1952)                | 18 november 1890 | 4 maart 1893    | R          | 1890           |
| Vacant |                                           |                                           |                                           |                  |                 |            |                |
| 2      |                                           | Clarence Clark                            | Clarence Clark (1851–1930)                | 25 januari 1895  | 4 maart 1917    | R          | 1895           |
| 2      | 1899                                      | Clarence Clark                            | Clarence Clark (1851–1930)                | 25 januari 1895  | 4 maart 1917    | R          |                |
| 2      | 1905                                      | Clarence Clark                            | Clarence Clark (1851–1930)                | 25 januari 1895  | 4 maart 1917    | R          |                |
| 2      | 1911                                      | Clarence Clark                            | Clarence Clark (1851–1930)                | 25 januari 1895  | 4 maart 1917    | R          |                |
| 3      |                                           | John Kendrick                             | John Kendrick (1857–1933)                 | 4 maart 1917     | 3 november 1933 | D          | 1916           |
| 3      | 1922                                      | John Kendrick                             | John Kendrick (1857–1933)                 | 4 maart 1917     | 3 november 1933 | D          |                |
| 3      | 1928                                      | John Kendrick                             | John Kendrick (1857–1933)                 | 4 maart 1917     | 3 november 1933 | D          |                |
| Vacant |                                           |                                           |                                           |                  |                 |            |                |
| 4      |                                           | Joseph O'Mahoney                          | Joseph O'Mahoney (1884–1962)              | 18 december 1933 | 3 januari 1953  | D          |                |
| 4      | 1934 (1)                                  | Joseph O'Mahoney                          | Joseph O'Mahoney (1884–1962)              | 18 december 1933 | 3 januari 1953  | D          |                |
| 4      | 1934 (2)                                  | Joseph O'Mahoney                          | Joseph O'Mahoney (1884–1962)              | 18 december 1933 | 3 januari 1953  | D          |                |
| 4      | 1940                                      | Joseph O'Mahoney                          | Joseph O'Mahoney (1884–1962)              | 18 december 1933 | 3 januari 1953  | D          |                |
| 4      | 1946                                      | Joseph O'Mahoney                          | Joseph O'Mahoney (1884–1962)              | 18 december 1933 | 3 januari 1953  | D          |                |
| 5      |                                           | Frank Barrett                             | Frank Barrett (1892–1962)                 | 3 januari 1953   | 3 januari 1959  | R          | 1952           |
| 6      |                                           | Gale McGee                                | Gale McGee (1915–1992)                    | 3 januari 1959   | 3 januari 1977  | D          | 1958           |
| 6      | 1964                                      | Gale McGee                                | Gale McGee (1915–1992)                    | 3 januari 1959   | 3 januari 1977  | D          |                |
| 6      | 1970                                      | Gale McGee                                | Gale McGee (1915–1992)                    | 3 januari 1959   | 3 januari 1977  | D          |                |
| 7      |                                           | Malcolm Wallop                            | Malcolm Wallop (1933–2011)                | 3 januari 1977   | 3 januari 1995  | R          | 1976           |
| 7      | 1982                                      | Malcolm Wallop                            | Malcolm Wallop (1933–2011)                | 3 januari 1977   | 3 januari 1995  | R          |                |
| 7      | 1988                                      | Malcolm Wallop                            | Malcolm Wallop (1933–2011)                | 3 januari 1977   | 3 januari 1995  | R          |                |
| 8      |                                           | Craig Thomas                              | Craig Thomas (1933–2007)                  | 3 januari 1995   | 4 juni 2007     | R          | 1994           |
| 8      | 2000                                      | Craig Thomas                              | Craig Thomas (1933–2007)                  | 3 januari 1995   | 4 juni 2007     | R          |                |
| 8      | 2006                                      | Craig Thomas                              | Craig Thomas (1933–2007)                  | 3 januari 1995   | 4 juni 2007     | R          |                |
| Vacant |                                           |                                           |                                           |                  |                 |            |                |
| 9      |                                           | John Barrasso                             | John Barrasso (1952)                      | 25 juni 2007     | heden           | R          |                |
| 9      | 2008                                      | John Barrasso                             | John Barrasso (1952)                      | 25 juni 2007     | heden           | R          |                |
| 9      | 2012                                      | John Barrasso                             | John Barrasso (1952)                      | 25 juni 2007     | heden           | R          |                |
| 9      | 2018                                      | John Barrasso                             | John Barrasso (1952)                      | 25 juni 2007     | heden           | R          |                |
| 9      | 2024                                      | John Barrasso                             | John Barrasso (1952)                      | 25 juni 2007     | heden           | R          |                |

## Klasse II
| Nr.    | Senator voor Wyoming Senator from Wyoming | Senator voor Wyoming Senator from Wyoming | Senator voor Wyoming Senator from Wyoming | Ambtstermijn     | Ambtstermijn     | Partij(en) | Verkiezing(en) |
| ------ | ----------------------------------------- | ----------------------------------------- | ----------------------------------------- | ---------------- | ---------------- | ---------- | -------------- |
| 1      |                                           | Joseph Carey                              | Joseph Carey (1845–1924)                  | 18 november 1890 | 4 maart 1895     | R          | 1890           |
| 2      |                                           | Francis Warren                            | Francis Warren (1844–1952)                | 4 maart 1895     | 24 november 1929 | R          | 1895           |
| 2      | 1901                                      | Francis Warren                            | Francis Warren (1844–1952)                | 4 maart 1895     | 24 november 1929 | R          |                |
| 2      | 1907                                      | Francis Warren                            | Francis Warren (1844–1952)                | 4 maart 1895     | 24 november 1929 | R          |                |
| 2      | 1913                                      | Francis Warren                            | Francis Warren (1844–1952)                | 4 maart 1895     | 24 november 1929 | R          |                |
| 2      | 1918                                      | Francis Warren                            | Francis Warren (1844–1952)                | 4 maart 1895     | 24 november 1929 | R          |                |
| 2      | 1924                                      | Francis Warren                            | Francis Warren (1844–1952)                | 4 maart 1895     | 24 november 1929 | R          |                |
| Vacant |                                           |                                           |                                           |                  |                  |            |                |
| 3      |                                           | Patrick Sullivan                          | Patrick Sullivan (1865–1935)              | 6 december 1929  | 20 november 1930 | R          |                |
| Vacant |                                           |                                           |                                           |                  |                  |            |                |
| 4      |                                           | Robert Carey                              | Robert Carey (1878–1937)                  | 1 december 1930  | 3 januari 1937   | R          | 1930 (1)       |
| 4      | 1930 (2)                                  | Robert Carey                              | Robert Carey (1878–1937)                  | 1 december 1930  | 3 januari 1937   | R          |                |
| 5      |                                           | Harry Schwartz                            | Harry Schwartz (1869–1955)                | 3 januari 1937   | 3 januari 1943   | D          | 1936           |
| 6      |                                           | Edward Robinson                           | Edward Robinson (1881–1963)               | 3 januari 1943   | 3 januari 1949   | R          | 1942           |
| 7      |                                           | Lester Hunt                               | Lester Hunt (1892–1954)                   | 3 januari 1949   | 19 juni 1954     | D          | 1948           |
| Vacant |                                           |                                           |                                           |                  |                  |            | 1948           |
| 8      |                                           | Edward Crippa                             | Edward Crippa (1899–1960)                 | 24 juni 1954     | 28 november 1954 | R          | 1948           |
| 9      |                                           | Joseph O'Mahoney                          | Joseph O'Mahoney (1884–1962)              | 28 november 1954 | 3 januari 1961   | D          | 1954 (1)       |
| 9      | 1954 (2)                                  | Joseph O'Mahoney                          | Joseph O'Mahoney (1884–1962)              | 28 november 1954 | 3 januari 1961   | D          |                |
| 10     |                                           | John Hickey                               | John Hickey (1911–1970)                   | 3 januari 1961   | 6 november 1962  | D          | 1960           |
| 11     |                                           | Milward Simpson                           | Milward Simpson (1897–1993)               | 6 november 1962  | 3 januari 1967   | R          | 1962           |
| 12     |                                           | Clifford Hansen                           | Clifford Hansen (1912–2009)               | 3 januari 1967   | 1 januari 1979   | R          | 1966           |
| 12     | 1972                                      | Clifford Hansen                           | Clifford Hansen (1912–2009)               | 3 januari 1967   | 1 januari 1979   | R          |                |
| 13     |                                           | Alan Simpson                              | Alan Simpson (1931–2025)                  | 1 januari 1979   | 3 januari 1997   | R          |                |
| 13     | 1978                                      | Alan Simpson                              | Alan Simpson (1931–2025)                  | 1 januari 1979   | 3 januari 1997   | R          |                |
| 13     | 1984                                      | Alan Simpson                              | Alan Simpson (1931–2025)                  | 1 januari 1979   | 3 januari 1997   | R          |                |
| 13     | 1990                                      | Alan Simpson                              | Alan Simpson (1931–2025)                  | 1 januari 1979   | 3 januari 1997   | R          |                |
| 14     |                                           | Mike Enzi                                 | Mike Enzi (1944–2021)                     | 3 januari 1997   | 3 januari 2021   | R          | 1996           |
| 14     | 2002                                      | Mike Enzi                                 | Mike Enzi (1944–2021)                     | 3 januari 1997   | 3 januari 2021   | R          |                |
| 14     | 2008                                      | Mike Enzi                                 | Mike Enzi (1944–2021)                     | 3 januari 1997   | 3 januari 2021   | R          |                |
| 14     | 2014                                      | Mike Enzi                                 | Mike Enzi (1944–2021)                     | 3 januari 1997   | 3 januari 2021   | R          |                |
| 15     |                                           | Cynthia Lummis                            | Cynthia Lummis (1954)                     | 3 januari 2021   | heden            | R          | 2020           |

Alabama: Tuberville (R) · Britt (R)
Alaska: Murkowski (R) · Sullivan (R)
Arizona: Kelly (D) · Gallego (D)
Arkansas: Boozman (R) · Cotton (R)
Californië: Padilla (D) · Schiff (D)
Colorado: Bennet (D) · Hickenlooper (D)
Connecticut: Blumenthal (D) · Murphy (D)
Delaware: Coons (D) · Blunt Rochester (D)
Florida: R. Scott (R) · Moody (R)
Georgia: Ossoff (D) · Warnock (D)
Hawaï: Schatz (D) · Hirono (D)
Idaho: Crapo (R) · Risch (R)
Illinois: Durbin (D) · Duckworth (D)
Indiana: Young (R) · Banks (R)
Iowa: Grassley (R) · Ernst (R)
Kansas: Moran (R) · Marshall (R)
Kentucky: McConnell (R) · Paul (R)
Louisiana: Cassidy (R) · Kennedy (R)
Maine: Collins (R) · King (O)
Maryland: Van Hollen (D) · Alsobrooks (D)
Massachusetts: Warren (D) · Markey (D)
Michigan: Peters (D) · Slotkin (D)
Minnesota: Klobuchar (D) · Smith (D)
Mississippi: Wicker (R) · Hyde-Smith (R)
Missouri: Hawley (R) · Schmitt (R)
Montana: Daines (R) · Sheehy (R)
Nebraska: Fischer (R) · Ricketts (R)
Nevada: Cortez Masto (D) · Rosen (D)
New Hampshire: Shaheen (D) · Hassan (D)
New Jersey: Booker (D) · Kim (D)
New Mexico: Heinrich (D) · Luján (D)
New York: Schumer (D) · Gillibrand (D)
North Carolina: Tillis (R) · Budd (R)
North Dakota: Hoeven (R) · Cramer (R)
Ohio: Moreno (R) · Husted (R)
Oklahoma: Lankford (R) · Mullin (R)
Oregon: Wyden (D) · Merkley (D)
Pennsylvania: Fetterman (D) · McCormick (R)
Rhode Island: Reed (D) · Whitehouse (D)
South Carolina: Graham (R) · T. Scott (R)
South Dakota: Thune (R) · Rounds (R)
Tennessee: Blackburn (R) · Hagerty (R)
Texas: Cornyn (R) · Cruz (R)
Utah: Lee (R) · Curtis (R)
Vermont: Sanders (O) · Welch (D)
Virginia: Warner (D) · Kaine (D)
Washington: Murray (D) · Cantwell (D)
West Virginia: Moore Capito (R) · Justice (R)
Wisconsin: Johnson (R) · Baldwin (D)
Wyoming: Barrasso (R) · Lummis (R)
(D): Democraat · (R): Republikein · (O): Onafhankelijk